# Cadre-45/1-Weltmeisterschaft 1935

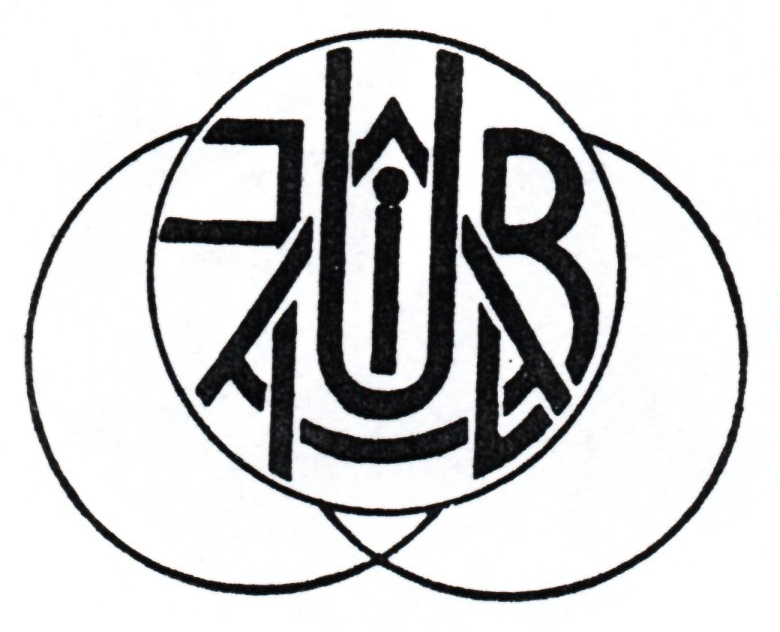
Logo UIFAB (ausrichtender Verband)

Veranstaltungsort: Scheveningen

Die Cadre-45/1-Weltmeisterschaft 1935 war die neunte Cadre 45/1 UIFAB-Weltmeisterschaft, die bis 1938 im Cadre 45/1 und ab 1967 im Cadre 47/1 ausgetragen wurde. Das Turnier fand vom 3. bis zum 6. Juni 1935 in Scheveningen in der Provinz Zuid-Holland in den Niederlanden statt. Es war die erste Cadre 45/1 Weltmeisterschaft in den Niederlanden.

## Geschichte
Der Belgier René Gabriëls gewann in Scheveningen ungeschlagen seinen ersten Weltmeistertitel im Cadre 45/1. Bei diesem Turnier wurde erstmals mit 11,05 ein Turnierdurchschnitt von über zehn Punkten erreicht.

## Turniermodus
Es wurde eine Finalrunde im Round Robin System bis 300 Punkte gespielt. Bei MP-Gleichstand wird in folgender Reihenfolge gewertet:
1. MP = Matchpunkte
2. GD = Generaldurchschnitt
3. HS = Höchstserie

## Abschlusstabelle

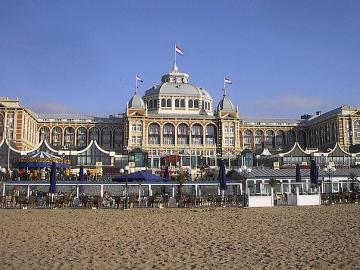
Hintere Fassade des Kurhauses, vom Strand aus gesehen

| MP    | Match Points (Sieger = 2; Unentschieden = 1; Verlierer = 0) |
| Pkte. | Erzielte Karambolagen                                       |
| Aufn. | Benötigte Versuche                                          |
| GD    | Generaldurchschnitt                                         |
| BED   | Bester Einzeldurchschnitt eines Spielers                    |
| HS    | Höchstserie                                                 |
|       | Bester GD des Turniers                                      |
|       | Bester ED des Turniers                                      |
|       | Beste HS des Turniers                                       |
|       | 1. Platz (Gold)                                             |
|       | 2. Platz (Silber)                                           |
|       | 3. Platz (Bronze)                                           |

| Platz                      | Name          | MP   | Pkte. | Aufn. | GD    | BED   | HS  |
| -------------------------- | ------------- | ---- | ----- | ----- | ----- | ----- | --- |
| 1                          | René Gabriëls | 14:0 | 2100  | 129   | 16,27 | 30,00 | 173 |
| 2                          | Jan Sweering  | 12:2 | 2031  | 178   | 11,41 | 15,00 | 119 |
| 3                          | Jacques Davin | 10:4 | 1949  | 147   | 13,25 | 33,33 | 162 |
| 4                          | Jean Albert   | 6:8  | 1811  | 159   | 11,38 | 21,42 | 124 |
| 5                          | Théo Moons    | 5:9  | 1537  | 142   | 10,82 | 23,07 | 144 |
| 6                          | Jan Dommering | 4:10 | 1302  | 167   | 7,79  | 11,53 | 83  |
| 7                          | Constant Côte | 3:11 | 1686  | 167   | 10,09 | 14,28 | 78  |
| 8                          | Piet de Leeuw | 2:12 | 1620  | 181   | 8,95  | 10,34 | 118 |
| Turnierdurchschnitt: 11,05 |               |      |       |       |       |       |     |